# Branko Murat
Branimir Murat (Branko Murat), bivši igrač Hajduka s jednom odigranom prijateljskom utakmicom, onu koju je Hajduk igrao protiv Calcia. Nije postigao nijedan zgoditak.
Na utakmici su još igrali Buchberger (branka), Fakač, Namar, Bonetti, Tudor, Šitić, Lewaj, Zuppa, Raunig i Nedoklan.
Murat i još nekoliko igrača Zupa, Namar, Bonetti, Raunig i Leway više se neće vratiti igri na stadionu.
Statistika u Hajduku
| Natjecanje        | Nastupi | Zgoditci |
| ----------------- | ------- | -------- |
| Prvenstvo         | 0       | 0        |
| Kup               | 0       | 0        |
| Superkup          | 0       | 0        |
| Međunarodne       | 0       | 0        |
| Splitski podsavez | 0       | 0        |
| Ukupno            | 0       | 0        |
| Prijateljske      | 1       | 0        |
| Sveukupno         | 1       | 0        |